# Vouthon-Haut
Vouthon-Haut é uma comuna francesa na região administrativa do Grande Leste, no departamento de Meuse. Estende-se por uma área de 13.23 km², e possui 86 habitantes, segundo o censo de 2018, com uma densidade de 6.5 hab/km².